# Tellurure de gallium(II)
Le tellurure de gallium(II) est un composé chimique de formule GaTe. C'est un semi-conducteur à gap direct avec une largeur de bande interdite de 1,65 eV,. Il se présente sous la forme de flocons noirs, mous, aux reflets gras et brillants, s'écrasant facilement.
On le connaît sous quatre structures cristallines, les deux polymorphes principaux étant l'α-GaTe, cristallisé dans le système monoclinique selon le groupe d'espace C2/m (no 12), et le β-GaTe, cristallisé dans le système hexagonal selon le groupe d'espace P63/mmc (no 194), comme le séléniure de gallium(II) GaSe. Dans la forme α, chaque atome de gallium est lié à un autre atome de gallium et à trois atomes de tellure, ce qui donne une géométrie tétraédrique. Chaque atome de tellure est, quant à lui, lié à trois atomes de gallium dans une géométrie pyramidale trigonale, ce qui donne une structure feuilletée. La forme β est métastable et donne la forme α à haute température. Les autres polymorphes de GaTe sont monocliniques,,. 
Le tellurure de gallium(II) peut être obtenu par réaction directe de gallium métallique avec du tellure élémentaire :
Ga + Te ⟶ GaTe.
Il est également possible de le faire croître par MOCVD.